# Pawel Jewgenjewitsch Prigoschin
Pawel Jewgenjewitsch Prigoschin (* 18. Juni 1998) ist ein russischer Unternehmer und Sohn des verstorbenen Söldnerführers Jewgeni Wiktorowitsch Prigoschin der Gruppe Wagner.

## Geschäftliche Aktivitäten
Prigoschin ist Eigentümer des Hotelkomplexes Lachta Plaza im Zentrum von Sankt Petersburg sowie der auch unter dem Namen „Versailles des Nordens“ rangierenden Prominentensiedlung Lachta Park, die von Baufirmen seines Vaters errichtet wurde und in der Familie ein Palais besitzt.
Da Prigoschin lange Zeit nicht von Sanktionen betroffen war, wurde er zunehmend in die geschäftlichen Aktivitäten seines Vaters eingebunden, darunter Immobilien- und Börsenvermittlungsgeschäfte. Lachta Plaza und Lachta Park wurden ihm von seiner Mutter überschrieben, nachdem diese infolge des russischen Überfalls auf die Ukraine mit internationalen Sanktionen belegt worden war und die geschäftlichen Aktivitäten für ihren Mann stark hatte einschränken müssen. Erst mit Bekanntgabe vom 3. März 2022 wurde er auf die Sanktionsliste des Finanzministeriums der Vereinigten Staaten und am 3. Juni 2022 auf die der Europäischen Union gesetzt.

## Rolle in derGruppe Wagner
Prigoschin soll sich 2022 bei der Gruppe Wagner in Syrien aufgehalten, dort gekämpft und eine Auszeichnung erhalten haben.
Am 12. Dezember 2022 wurde berichtet, dass ein von der Wagner-Gruppe als Quartier genutztes Hotel in Kadijiwka in der Oblast Luhansk durch ukrainischen Raketenbeschuss zerstört worden sei, wobei zahlreiche Wagner-Angehörige ums Leben gekommen seien. Zuvor hatte Prigoschin Fotos veröffentlicht, die ihn mit Waffen vor dem Gebäude zeigen. Prigoschins Vater Jewgeni trat Spekulationen entgegen, sein Sohn habe durch die Veröffentlichung der Fotos das Gebäude als Ziel preisgegeben.
Medienberichten zufolge wurde ein Testament Jewgeni Prigoschins verbreitet, das Pawel Prigoschin als Erben seines gesamten Vermögens benennt. Das Vermögen soll sich auf einen Wert von umgerechnet 100 Millionen Pfund Sterling in Form von Immobilien, Unternehmen und Geschäftsanteilen an der Firma Konkord belaufen. Hinzu sollen Forderungen in Höhe von umgerechnet 680 Millionen Pfund kommen, die Konkord angeblich an das Verteidigungsministerium der Russischen Föderation hat. Die Antikorruptionsstiftung um Alexei Anatoljewitsch Nawalny schätzt den Wert des Vermögens jedoch um ein Vielfaches höher ein. Das Testament, dessen Authentizität nicht überprüft werden konnte, soll am 2. März 2023 beurkundet worden sein. Pawel Prigoschin erklärte im September 2023, das Erbe „mit allen Parametern“ anzunehmen.
Dem Institute for the Study of War (ISW) lagen bereits im September 2023 Informationen vor, nach denen der Befehlshaber der russischen Nationalgarde „Rosgvardia“, Wiktor Wassiljewitsch Solotow, am 18. September mit Pawel Prigoschin und dem hochrangigen Wagner-Kommandeur Anton Olegowitsch Yelizarov zusammengetroffen sei, um die „Erhaltung“ der Gruppe zu diskutieren. Am 2. Oktober berichtete das ISW über Informationen, nach denen eine Einigung erzielt worden sei. Pawel Prigoschin solle demnach die Führung von Wagner übernehmen. Die Initiative dazu könnte von dem Wagner-Sicherheitschef Michail Watanin ausgegangen sein, was bedeuten könne, dass Wagner-Kämpfer lieber unter der Führung eines Prigoschin stehen würden, als direkt der russischen Regierung unterstellt zu sein. Eine Gruppe unter Führung Prigoschins biete die Perspektive, Namen, Symbole und Führungspersonal beizubehalten und sich eine gewisse Unabhängigkeit von der russischen Staatsführung zu bewahren.
Die in Europa erscheinende Online-Ausgabe der Nowaja gaseta, die Nowaja gaseta. Europa, vermutet eine Spaltung von Wagner. Ein Teil der Wagner-Kämpfer sei unwillig, sich dem von Präsident Putin favorisierten Andrei Nikolajewitsch Troschew und damit faktisch dem russischen Verteidigungsministerium zu unterstellen. Sie betrachteten stattdessen den Wagner-Kommandeur Anton Jelizarow als ihren Anführer. Dieser verfüge aber nicht über die Mittel zur Unterhaltung seiner Anhänger, die sich zum Teil bereits in einer prekären finanziellen Lage befänden. Die Kämpfer um Jelizarow würden nun von Pawel Prigoschin unterstützt.
Die Jamestown Foundation berichtete am 12. Oktober 2023 über Aussagen des russischen Militärexperten Viktor Litowkin, wonach Wagner in drei Gruppen unter getrennter Führung zerlegt werden könne. Für eine Gruppe unter Prigoschins Führung komme ein Einsatz in Afrika oder der MENA-Region in Betracht.
Unbestätigten Nachrichten Wagner nahestehender Gruppierungen zufolge soll Prigoschin die Führung bereits übernommen haben und einen erneuten Einsatz der Gruppe im Russisch-Ukrainischen Krieg anstreben. Er bekannte sich zum Ziel der sogenannten „Entnazifizierung“ der Ukraine. Er kündigte ferner an, die für den Tod seines Vaters verantwortlichen Personen zur Rechenschaft zu ziehen.
Wagner-Rekrutierungsbüros hatten im November 2023 die Werbung wieder aufgenommen und angegeben, dass die Gruppe unter Prigoschins Führung stehe, Verträge aber mit der direkt dem russischen Präsidenten unterstellten „Rosgvardia“ abgeschlossen würden. Marat Gabidullin, Wagner-Kommandeur und früherer Assistent Jewgeni Prigoschins, äußerte, dass Pawel Prigoschin nur symbolisch Kopf der Gruppe sei. Er werde nicht die Autonomie seines Vaters haben. Er sei auch nicht systematisch als Nachfolger aufgebaut worden und bis zu Jewgeni Prigoschins Tod nicht in Erscheinung getreten. Es sei offensichtlich, dass nur sein Name benutzt werde, um Kämpfer anzuziehen. Der Journalist Denis Korotkow bezweifelte, dass Pawel Prigoschin in der Lage sein werde, das Catering-Imperium seines Vaters aufrechtzuerhalten; dieses sei vollständig von Staatsaufträgen abhängig.